# الكافرون (رواية)
الكافرون رواية للكاتب والباحث والصحفي المغربي إدريس الكنبوري، نشرتها دار أفريقيا الشرق بالدار البيضاء عام 2019. تعد من أوائل الأعمال الروائية المغربية التي تتناول ظاهرة السلفية الجهادية في قالب أدبي. تصنف الرواية ضمن أدب السجون.

## نبذة
تروي قصة شاب مغربي من التيارات الإسلامية المتشددة، وتعرض رحلته إلى السجن ومعاناته الفكرية. تدور الأحداث في سياق أواخر التسعينيات في أعقاب تفجيرات 2003 بالدار البيضاء. تركز الرواية على الصراع الداخلي بين الإيمان الديني المتشدد والتفكير العقلاني. إذ تكشف عن عمليات غسل الدماغ المرتبطو بالسلفية الجهادية، والتي تودي إلى هدم العقلانية لدى الشباب. البطل، إبراهيم الصاروخ، ينخرط في جماعات متطرفة حتى يصل به الأمر إلى تكفير أسرته. لكن السجن القاسي يفتح أمامه باب المراجعات الفكرية والنفسية. تنعكس أحداث كبرى كـهجمات 11 سبتمبر 2001 وتفجيرات الدار البيضاء 2003 في خلفية الرواية. كما تتطرق ضمنيًا إلى أثر الحروب على تشكيل الهوية لدى الشباب المتطرفين، من خلال إشارات إلى أسامة بن لادن والجهاد العالمي.

## الشخصيات الرئيسية
- إبراهيم الصاروخ: البطل الذي ينتقل من التدين المعتدل إلى التطرف، قبل أن تبدأ مراجعته لمواقفه في السجن.[5]
- الشيخ أبو عياض: زعيم الجماعة التكفيرية، الذي يمثل السلطة الروحية والإيديولوجية.[6]
- الأب: رمز الصراع الأسري، الذي يموت قبل أن يراه ابنه مجددًا.[6]

## الأسلوب
اعتمد الكنبوري أسلوبًا بسيطًا ولغة يسيرة، مع تواتر الأحداث عبر الفلاش باك. النهاية المفتوحة للرواية تدفع القارئ للتأمل في العواقب الإنسانية للتطرف.فنجد في الرواية بناءً سرديًا محكمًا يستند إلى منظور ذاتي لبطلٍ يعيش تحوّلًا فكريًا حادًا، مع اعتماد واضح على تقنية الاسترجاع (فلاش باك) لربط الحاضر بالسجن بالماضي الذي مثّل فيه الاستقطاب والتطرف نقطة انعطاف.كتب بعبارات موجزة وحوارات تقريرية تعزّز الإيقاع وتكثّف الحمولات النفسية،على نحو يحقق ما يصفه النقاد بـ«السهل الممتنع»؛ أي بساطة الأسلوب وعمق الدلالة معًا. وتشتغل الرواية على مفارقة أخلاقية مركزية: شاب يَعدّ أسرته «كافرة» تحت تأثير خطاب تكفيري، ثم يبدأ داخل السجن مراجعةً عسيرةً تفتح كُوّة لإمكان استعادة بعده الإنساني. هذا التوتر بين التعاطف والغضب حيال البطل يولّد أثرًا جماليًا أخلاقيًا؛ إذ يدفع القارئ إلى مساءلة شروط إنتاج العنف الديني، لا تبريره، عبر كشف آليات غسل الدماغ وتفكيك بنى الطاعة والولاء داخل الجماعة المتطرفة. كما تُدرج الإشارات التاريخية (ما بعد 11 سبتمبر وتداعيات 16 ماي بالدار البيضاء) كخلفية «باردة» تُغذي الحكي دون أن تتحول إلى تقرير سياسي، فتظل الأولوية لرحلة الوعي الداخلية وتدرّج الانقلابات النفسية لدى البطل. بهذا، تمزج الرواية بين حساسية أدب السجون وبُعد التعقب السوسيولوجي لأسباب التطرف، وتنجح — عبر بناء شخصيات واقعية ومشهدية مقتصدة — في إضاءة المسافة الدقيقة بين الإيمان والتأويل العنيف، وفي اقتراح أفق للمراجعة والتسامح دون تبسيط أو دعائية. 